# Sitzwache
Eine Sitzwache ist die Durchführung einer Einzelbetreuung (1:1-Betreuungsschlüssel) einer beaufsichtigungspflichtigen Person in der Regel innerhalb einer medizinischen Einrichtung, beispielsweise Krankenhäuser, Psychiatrien etc. In diesem Fall muss die Sitzwache ärztlich verordnet werden. Für ehrenamtliche Sitzwachen im Sinne der Sterbebegleitung ist hingegen keine Verordnung nötig. 

## Aufgaben

### Ärztlich verordnete Beaufsichtigung
Die Sitzwache als ständige persönliche Begleitung hat den Zweck, einen besonders gefährdeten Patienten vor Verletzungen zu schützen, Notfälle rechtzeitig zu erkennen und ihn in seinen Grundbedürfnissen zu unterstützen, wenn er dazu selbst nicht in der Lage ist. Bei einem fixierten Patienten soll die Sitzwache zudem durch permanente Anwesenheit die psychische Herausforderung abmildern, der der Patient durch die freiheitsentziehende Maßnahme ausgesetzt ist.
Eine Sitzwache hat durchgehenden Sichtkontakt zum zu betreuenden Patienten zu gewährleisten. Für Toilettengänge, Pausen oder sonstige Arbeitsunterbrechungen muss die Sitzwache sich von einer anderen Person ablösen lassen.
Sitzwachen müssen Notfälle erkennen und unverzüglich das ärztliche bzw. pflegerische Personal verständigen, falls sich der zu betreuende Patient in Gefahr begibt. Sie müssen sich mit Problemen und Risiken einer Fixierung auskennen sowie über Grundwissen über verschiedene psychiatrische Erkrankungen verfügen.

### Ehrenamtliche Sitzwache
Eine Sitzwache im Sinne der Sterbebegleitung wird in der Regel bei Schwerkranken in deren letzten Tagen und Stunden eingesetzt. Die Aufgabe besteht darin, präsent zu sein; eventuell vorzulesen, kleine Handreichungen auszuführen oder auch einfach nur schweigend am Bett zu sitzen.

## Problemstellungen der Sitzwachen
Durch die Sitzwache kann seitens der Einrichtung die Erwartungshaltung entstehen, dass die Sitzwache den beaufsichtigungspflichtigen Patienten „rundum“ betreut und auch sämtliche pflegerischen Interventionen durchführt, wie zum Beispiel Nahrung anreichen, Positionswechsel im Bett etc. Erfahrungsgemäß erhalten Patienten mit einer 1:1-Betreuung weniger Aufmerksamkeit vom Pflegepersonal des Krankenhauses. Die für den Patienten zuständige Pflegefachkraft des Krankenhauses bleibt aber immer in der Verantwortung für die Durchführung der sonstigen Krankenpflegeleistungen.

## Rechtsgrundlagen und Finanzierung
In Deutschland muss die Sitzwache ärztlich verordnet werden und der Leistungserbringer in Vorleistung treten. Die Akutkrankenhäuser mit Krankenkassenzulassung haben die Möglichkeit, durch entsprechende Dokumentation die entstandenen Kosten für eine Sitzwache über den Pflegekomplexmaßnahmen-Score (PKMS) anteilig zu refinanzieren.
Rechtsgrundlagen sind § 1 GG (Vermeidung von Fixierungen) und § 39 Abs. 2, Nr. 5, Satz 3 PsychKG (ständige persönliche Begleitung ohne Vorgabe einer Qualifikation). Eine Sitzwache darf keine anderen Aufgaben haben als die ständige persönliche Begleitung des Patienten. Dies ergibt sich aus dem Wortlaut „ständig“ des PsychKG (Psychisch-Kranken-Gesetz Berlin). Eine bestimmte Qualifikation z. B. im pflegerischen Bereich ist nicht vorgeschrieben, um Pflegemaßnahmen korrekt durchführen zu können. Die Leistung der Sitzwache beschränkt sich im Wesentlichen auf die Beaufsichtigung zur Sicherheit des Patienten.